# Station Budziszów
Station Budziszów is een spoorwegstation in Polen.